# Yet Another Perl Conference
Yet Another Perl Conference (Y otra conferencia más de Perl), normalmente abreviada como YAPC, es una serie de conferencias que hablan sobre el lenguaje de programación Perl, normalmente organizada bajo los auspicios de The Perl Foundation (La fundación Perl) y de la Yet Another Society, una "empresa sin ánimo de lucro para el fomento de los esfuerzos colaborativos en las ciencias de la computación y la información". El nombre es un homenaje a yacc, "Yet Another Compiler Compiler" (Y otro compilador de compiladores).
El primer YAPC se celebró en la Universidad Carnegie Mellon en Pittsburgh, Pensilvania, EE. UU. el 24 y 25 de junio de 1999. El organizador Kevin Lenzo reunió en el programa a 31 conferenciantes diferentes sobre temas relacionados con Perl. La idea de una conferencia de bajo coste sobre Perl se extendió rápidamente con una versión europea de la YAPC a partir del año 2000, Israel en 2003, Australia en 2004, Asia y Brasil en 2005 y Rusia en 2008. Los únicos continentes que nunca han albergado una YAPC son África y Antártida.

## Ubicaciones

### América del Norte
- 1999: Pittsburgh, Pensilvania, EE. UU. (24 a 25 de junio de 1999) YAPC::NA 1999
- 2000: Pittsburgh, Pensilvania, EE. UU. (21 a 23 de junio de 2000) YAPC::NA 2000
- 2001: Montreal, Quebec, Canadá (13 a 15 de junio de 2001) YAPC::NA 2001
- 2002: San Luis, Misuri, EE. UU. (26 a 28 de junio de 2002) YAPC::NA 2002
- 2003: Ottawa, Ontario, Canadá (15 a 16 de mayo de 2003) YAPC::Canada
- 2003: Boca Ratón, Florida, EE. UU. (16 a 18 de junio de 2003) YAPC::NA 2003
- 2004: Búfalo, Nueva York, EE. UU. (16 a 18 de junio de 2004) YAPC::NA 2004
- 2005: Toronto, Ontario, Canadá (27 a 29 de junio de 2005) YAPC::NA 2005
- 2006: Chicago, Illinois, EE. UU. (26 a 30 de junio de 2006) YAPC::NA 2006
- 2007: Houston, Texas, EE. UU. (25 a 27 de junio de 2007) YAPC::NA 2007
- 2008: Chicago, Illinois, EE. UU. (16 a 18 de junio de 2008) YAPC::NA 2008
- 2009: Pittsburgh, Pensilvania, EE. UU. (22 a 24 de junio de 2009) YAPC::NA 2009
- 2010: Columbus, Ohio, EE. UU. (21 a 23 de junio de 2010) YAPC::NA 2010
- 2011: Asheville, Carolina del Norte, EE. UU. (27 a 30 de junio de 2011) YAPC::NA 2011
- 2012: Madison, Wisconsin, EE. UU. (13 a 15 de junio de 2012) YAPC::NA 2012
- 2013: Austin, Texas, EE. UU. (3 a 5 de junio de 2013) YAPC::NA 2013
- 2014: Orlando, Florida, EE. UU. (23 a 25 de junio de 2014) YAPC::NA 2014
- 2015: Salt Lake City, Utah, EE. UU. (8 a 10 de junio de 2015) YAPC::NA 2015

### Europa
- 2000: Londres, Inglaterra (22 a 24 de septiembre de 2000) YAPC::EU 2000
- 2001: Ámsterdam, Netherlands (2 a 4 de agosto de 2001) YAPC::EU 2001
- 2002: Múnich, Alemania (18 a 20 de septiembre de 2002) YAPC::EU 2002
- 2003: París, Francia (23 a 25 de julio de 2003) YAPC::EU 2003
- 2004: Belfast, Irlanda del Norte (15 a 17 de septiembre de 2004) YAPC::EU 2004
- 2005: Braga, Portugal (31 de agosto 31 a 2 de septiembre de 2005) YAPC::EU 2005 Perl Everywhere
- 2006: Birmingham, Inglaterra (30 de agosto a 1 de septiembre de 2006) YAPC::EU 2006
- 2007: Viena, Austria (28 a 30 de agosto de 2007) YAPC::EU 2007 Social Perl
- 2008: Copenhague, Dinamarca (13 a 15 de agosto de 2008) YAPC::EU 2008 Beautiful Perl
- 2009: Lisboa, Portugal (3 a 5 de agosto de 2009 YAPC::EU 2009 Corporate Perl
- 2010: Pisa, Italia (4 a 6 de agosto de 2010) YAPC::EU 2010 The Renaissance of Perl
- 2011: Riga, Letonia (15 a 17 de agosto de 2011) YAPC::EU 2011 Modern Perl
- 2012: Fráncfort, Alemania (20 a 22 de agosto de 2012) YAPC::EU 2012
- 2013: Kiev, Ucrania (12 a 14 de agosto de 2013) YAPC::EU 2013 Future Perl
- 2014: Sofía, Bulgaria (22 a 24 de agosto de 2014 YAPC::EU 2014
- 2015: Granada, España (2 a 4 de septiembre de 2015) YAPC::EU 2015 Art+Engineering

### Israel
- 2003: Haifa (11 de mayo de 2003) YAPC::Israel::2003
- 2004: Herzliya (26 de febrero de 2004) YAPC::Israel::2004
- 2005: Herzliya (17 de febrero de 2005) YAPC::Israel::2005
- 2006: Netanya (26 a 28 de febrero de 2006) OSDC::Israel 2006

### Rusia o Ucrania
- 2008: Moscú, Rusia (17 a 18 de mayo de 2008) YAPC::Russia 2008 May Perl
- 2009: Moscú, Rusia (16 a 17 de mayo de 2009) YAPC::Russia 2009 May Perl 2
- 2010: Kiev, Ucrania (12 a 14 de junio de 2010) YAPC::Russia 2010 May Perl + Perl Mova
- 2011: Moscú, Rusia (14 a 15 de mayo de 2011) YAPC::Russia 2011 May Perl + Perl Mova
- 2012: Kiev, Ucrania (12 a 13 de mayo de 2012) YAPC::Russia May Perl
- 2014: San Petersburgo, Rusia (13 a 14 de junio de 2014) YAPC::Russia 2014
- 2015: Moscú, Rusia (16 a 17 de mayo de 2015) YAPC::Russia 2015

### Australia
- La primera YAPC::Australia fue incluida en el OSDC 2004, en Melbourne, del 1 al 5 de diciembre de 2004, y ha seguido así hasta ahora.

### América del Sur
Estas conferencias se incluyeron dentro de CONISLI.
- 2006: Porto Alegre, RS, Brasil (19 a 22 de abril de 2006) YAPC::SA::2006
- 2007: Porto Alegre, RS, Brasil (11 a 14 de abril de 2007) YAPC::SA::2007
- 2008: Porto Alegre, RS, Brasil (17 a 19 de abril de 2008) YAPC::SA::2008
- 2009: Porto Alegre, RS, Brasil (24 a 27 de junio de 2009) YAPC::SA::2009

#### Brasil
- 2005: Porto Alegre, RS, Brasil (1 a 5 de junio de 2005) YAPC::Brasil 2005
- 2006: Porto Alegre, RS, Brasil (19 a 22 de abril de 2006) YAPC::Brasil 2006
- 2007: São Paulo, SP, Brasil (9 a 11 de noviembre de 2007) YAPC::Brasil 2007
- 2008: São Paulo, SP, Brasil (18 a 19 de octubre de 2008) YAPC::Brasil 2008
- 2009: Niterói, RJ, Brasil (30 de octubre a 1 de noviembre de 2009) YAPC::Brasil 2009
- 2010: Fortaleza, CE, Brasil (25 a 31 de octubre de 2010) YAPC::Brasil 2010 Perl: Solução e Integração de Negócios
- 2011: Río de Janeiro, RJ, Brasil (4 a 6 de noviembre de 2011) YAPC::Brasil 2011
- 2012: São Paulo, SP, Brasil (19 a 20 de octubre de 2012) YAPC::Brasil 2012 A revolução dos dados
- 2013: Curitiba, PR, Brasil (15 a 16 de noviembre de 2013) YAPC::Brasil 2013 Universo Científico e Perl Hacking
- 2014: Itapema, SC, Brasil (19 a 20 de septiembre de 2014) YAPC::Brasil 2014 Soluções Tecnológicas para Gestão Pública
- 2015: Taubaté, SP, Brasil (18 a 20 de septiembre de 2015) YAPC::Brasil 2015 Perl Community and CPAN (enlace roto disponible en Internet Archive; véase el historial, la primera versión y la última).

### Asia
- 2004: Taipéi, Japón (27 a 28 de marzo de 2004) YAPC::2004::Taipéi
- 2005: Taipéi, Japón (26 a 27 de marzo de 2005) YAPC::2005::Taipéi
- 2006: Tokio, Japón (29 a 30 de marzo de 2006) YAPC::Asia 2006
- 2007: Tokio, Japón (4 a 5 de abril de 2007) YAPC::Asia 2007
- 2008: Tokio, Japón (15 a 16 de mayo de 2008) YAPC::Asia 2008
- 2009: Tokio, Japón (10 a 11 de septiembre de 2009) YAPC::Asia 2009
- 2010: Tokio, Japón (15 a 16 de octubre de 2010) YAPC::Asia 2010
- 2011: Tokio, Japón (14 a 14 de octubre de 2011) YAPC::Asia 2011
- 2012: Tokio, Japón (27 a 29 de septiembre de 2012) YAPC::Asia 2012
- 2013: Tokio, Japón (19 a 21 de septiembre de 2013) YAPC::Asia 2013
- 2014: Tokio, Japón (28 a 30 de agosto de 2014) YAPC::Asia 2014
- 2015: Tokio, Japón (20 a 22 de agosto de 2015) YAPC::Asia 2015